# KDJ-ONE
KDJ-ONEとはサイバーステップが開発・販売する世界初をうたった携帯可能オーディオワークステーションである。

## 概要
作曲に必要なすべての機能を取り揃えており、作曲をいつでも可能とした端末
KDJ-ONEは「NAMM Show 2011」にて発表された。ゲームボーイ初代を思わせる筐体にMeeGo OSを搭載。
ヤマハのQYシリーズのように端末単体で作曲できるモバイル機器の新機種は久々だったということもあり、一部の音楽関係者、ガジェットマニアから注目される。
また、販売前にも関わらず、IntelのMeeGo OS搭載機種例として紹介されるなどもした。
しかし、2012年春より予約注文を開始したものの、発売直前になってハードウェアのパフォーマンス不足を理由に発売中止を発表。
予約者全員には返金する対応を行った。
2014年10月。筐体を再設計し直した現機種を発表。Slipknotのシド・ウィルソンを起用したPVが話題となる。
2015年1月よりKickstarterでのファンディングを利用して資金集めを開始。出資者は350ユーザーを超え資金調達に成功。2015年初夏の出荷を目指すこととなる。
海外の大物ミュージシャンを起用したPＶや、中小企業がクラウドファンディングを利用してハードウェア事業に乗り出すという話題性もあってか、一時はWebメディアにも多く取り上げられた。
「SXSW 2015」には試作機のハードウェアも出品し、新製品としては順調な滑り出しになったかに見えた。
しかし、出荷開始時期を迎えた2015年7月に、量産筐体の設計に時間がかかっており数か月出荷が遅れるという案内がされる。
同10月。量産設計筐体がFCCテストを通過できていないという案内。生産はさらに三か月以上遅れると発表される。
同11月。量産設計筐体の問題は徐々に改善されているという案内。生産開始までは二カ月程度の時間が必要と発表。
2016年1月。FCCテスト通過と金型作成が完了まで、さらに二カ月程度の時間がかかると発表。
同年3月。いまだにFCCテスト通過が出来ていないとの案内。部材調達についても時間がかかると発表。
同年5月。6月中にはFCCテスト通過を目指したいとの案内。FCCテスト通過後に金型作成、大量生産に入ると発表。
同8月31日。FCCテストの"通過の見込みが立った"との発表あり。6月中に目指すとされたFCCテスト通過は、現時点でも通過はしていない模様。
量産についての業者選定に入っているというアナウンスもあるものの、具体的な出荷スケジュールについては言及されず。
生産の遅れ従い、2015年春の「M3春」での出品を最後に、公にハードウェアの公開はされておらず、メディアに取り上げられることも無くなった。
同社のWebサイト等からも、ハードウェア事業に関する記載は無くなっている。

## 機能
ソフトウェアは、サイバーステップ社内のゲーム内音楽制作用のインハウスツール「KDJ」がベースとなっている。